# Мінні виробки
Мінні виробки — гірничі виробки невеликої площі перерізу до 1,0—1,5 м2, призначені для розміщення в них великих зарядів вибухової речовини й використовуються для спеціальних цілей або як основні виробки при відбиванні корисних копалин системами з мінною відбійкою.

## Інтернет-ресурси
- Минная отбойка руды [Архівовано 5 листопада 2021 у Wayback Machine.]